# (524522) Zoozve
(524522) Zoozve（仮符号: 2002 VE68）は、地球近傍小惑星 (NEO) および 潜在的に危険な小惑星 (PHA) に分類されている小惑星の一つである。2024年2月時点で知られている唯一の金星の準衛星である。ローウェル天文台で行われている自動観測プロジェクトLONEOSによって2002年に発見された。

## 軌道の性質
Zoozve は発見日である2002年11月11日から2023年9月24日までの約21年の間に600回以上観測されており、詳しい軌道要素が求まっている。それによると過去7,000年間に渡って、金星との公転周期の比が1：1となる軌道共鳴の状態にあり、あと500年間はその状態を維持していると考えられている。そのため、金星から見れば Zoozve は衛星のように周囲を公転しているように見える軌道を持っており、金星の準衛星となっている。すなわち、金星は天然の衛星を持っていないが、準衛星は1個持っていることになる。

## 惑星への接近
2002 VE68は金星横断小惑星であると同時に、水星横断小惑星であり、地球横断小惑星でもある。そのためほぼ定期的に地球と水星に接近し、特に地球に対しては太陽からの遠日点距離が地球の軌道長半径にほぼ等しいため、潜在的に危険な小惑星 (PHA) にも分類されている。地球とも公転周期の比が8：13となる軌道共鳴に近い状態にあるため、約8年ごとに Zoozve は地球へ約598万 km（0.04 au）程度まで接近する。次に地球へ特に接近するのは2026年11月2日で、約602万km（0.04023 au） まで接近する。2200年までに最も地球へ接近するのは2149年11月19日の約350万 km（0.02345 au）である。Zoozve の運動を数値シミュレーションした研究結果では、今後1万年の間は Zoozve が地球へ衝突することはないと示されているが、月までの距離よりも近い約 0.002 au（約30万 km）まで接近する可能性はあるとされている。
水星に対しても9：23の軌道共鳴に近い状態であるため、5年から6年の周期で接近を繰り返すことが多く、2083年10月16日には約340万 km（0.02274 au）まで接近する。金星とは1：1の軌道共鳴にある関係で、約3000万 km（0.2 au）以内には接近しない。

## 物理的性質
Zoozve の絶対等級は20.54等級で、Collaborative Asteroid Lightcurve Link が運用している Lightcurve Database (LCDB) ではアルベドを 0.20 と仮定した上で Zoozve の直径を 236 m と推定している。自転周期は13.5時間で、また、観測によって得られた光度曲線からは0.9等級の振幅で見かけの明るさが変化していることから、Zoozve は細長い形状を持っていると推定されており、それは Zoozve が接触二重小惑星である可能性を示している。色のデータから推定されるスペクトル分類はX型小惑星であり、特殊な組成を持っていると推定されている。

## 名称
発見後に仮符号 2002 VE68 が付与されてからは長らくこの名称のみが用いられてきたが、発見から約17年後の2019年5月18日に小惑星センター (MPC) が公開した小惑星回報「M.P.C. 114620」にて小惑星番号524,522番が与えられた。
2024年1月26日、ニューヨーク・パブリック・ラジオによって運営されているラジオ局の一つであるWNYCで放送されているラジオ番組「Radiolab」にて小惑星に関するエピソードが放送された。司会者の Latif Nasser によると、彼の子供が壁に貼っていた太陽系のポスターに描かれている金星の傍に「ZOOZVE」という名称の天体が記されていた。この「ZOOZVE」が何を指しているか分からなかったが、アメリカ航空宇宙局 (NASA) に10年務めている友人の指摘から、このポスターを制作したイラストレーターである Alex Foster が 2002 VE68 のうちの「2002VE」の部分を「ZOOZVE」と誤認したのが原因であったことが判明した。そして、Latif Nasser は正式にこの名称を付与することを提案し、2024年2月5日に国際天文学連合の小天体の命名に関するワーキンググループ (WGSBN) より公開された「WGSBN Bulletin」にて 2002 VE68 は正式に Zoozve と命名されることになった。